# بازآرایی بامبرگر
بازآرایی بامبرگر (انگلیسی: Bamberger rearrangement) گونه‌ای از واکنش بازآرایی در شیمی آلی است که طی آن ان-فنیل‌هیدروکسیل‌آمین در حضور یک اسید آبی قوی به ۴-آمینوفنول تبدیل می‌شود. این واکنش به افتخار شیمیدان آلمانی اویگن بامبرگر نام‌گذاری شده است.